# Lauro Muller
Lauro Muller este un oraș în Santa Catarina (SC), Brazilia.